# Robert Petzold
Robert Petzold (* 21. Januar 1989 in Dresden) ist ein deutscher Radsportler, der auf Radmarathons spezialisiert ist.

## Werdegang
Er gewann das Race across the Alps viermal in Folge 2015, 2016, 2017 und 2018, wobei er 2017 die bis dahin schnellste gefahrene Zeit erzielte. 2023 startete Petzold erneut beim RATA und konnte bei seiner fünften Teilnahme den fünften Sieg sowie eine neue Streckenrekordzeit (unter zwanzig Stunden) einfahren.
Robert Petzold stellte am 30. Juli 2016 in Holzhau im Erzgebirge mit 22.622 Höhenmetern in 24 Stunden einen neuen Höhenmeter-Weltrekord auf. Er überbot nach mehr als 22 Stunden den bisherigen Rekord von Christoph Fuhrbach.